# Trente-six grands poètes

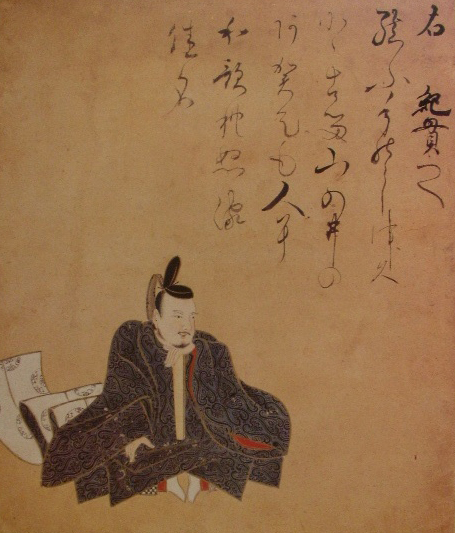
Le poète du Kokin wakashū, Ki no Tsurayuki.

Les Sanjūrokkasen (三十六歌仙, les trente-six poètes sages ou « illustres », « immortels ») constituent une liste de poètes japonais de l'époque Heian sélectionnés par Fujiwara no Kintō (藤原 公任, 966-4 février 1041).
Cette sélection célèbre a inspiré d'autres listes ultérieures : celles des « Trente-six poétesses immortelles », des « Trente-six nouveaux poètes immortels » (tous au service de l'empereur Go-Toba), des trente-six poètes chinois du Shisen-dô.

## Les «Trente-six poètes immortels»
Vers le milieu ou la fin du IXe siècle apparaît un choix de « Six poètes immortels » (六歌仙, rokkasen) dans l'une des préfaces du Kokin wakashū (souvent abrégé en Kokinshu), tous auteurs de waka : Ōtomo no Kuronushi, Ono no Komachi, Ariwara no Narihira, Kisen, Henjō et Funya no Yasuhide.

### Les poètes choisis
| 1. Kakinomoto no Hitomaro | 10. Ki no Tomonori        | 19. Kishi Joō             | 28. Kiyohara no Motosuke   |
| 2. Ki no Tsurayuki        | 11. Sarumaru              | 20. Ōnakatomi no Yoritomo | 29. Sakanoue no Korenori   |
| 3. Ōshikōshi no Mitsune   | 12. Ono no Komachi        | 21. Fujiwara no Toshiyuki | 30. Fujiwara no Motozane   |
| 4. Ise                    | 13. Fujiwara no Kanesuke  | 22. Minamoto no Shigeyuki | 31. Ōnakatomi no Yoshinobu |
| 5. Ōtomo no Yakamochi     | 14. Fujiwara no Asatada   | 23. Minamoto no Muneyuki  | 32. Fujiwara no Nakafumi   |
| 6. Yamabe no Akahito      | 15. Fujiwara no Atsutada  | 24. Minamoto no Saneakira | 33. Taira no Kanemori      |
| 7. Ariwara no Narihira    | 16. Fujiwara no Takamitsu | 25. Fujiwara no Kiyotada  | 34. Mibu no Tadami         |
| 8. Henjō                  | 17. Minamoto no Kintada   | 26. Minamoto no Shitagō   | 35. Kodai no Kimi          |
| 9. Hoshi Sosei            | 18. Mibu no Tadamine      | 27. Fujiwara no Okikaze   | 36. Nakatsukasa            |

### La représentation picturale

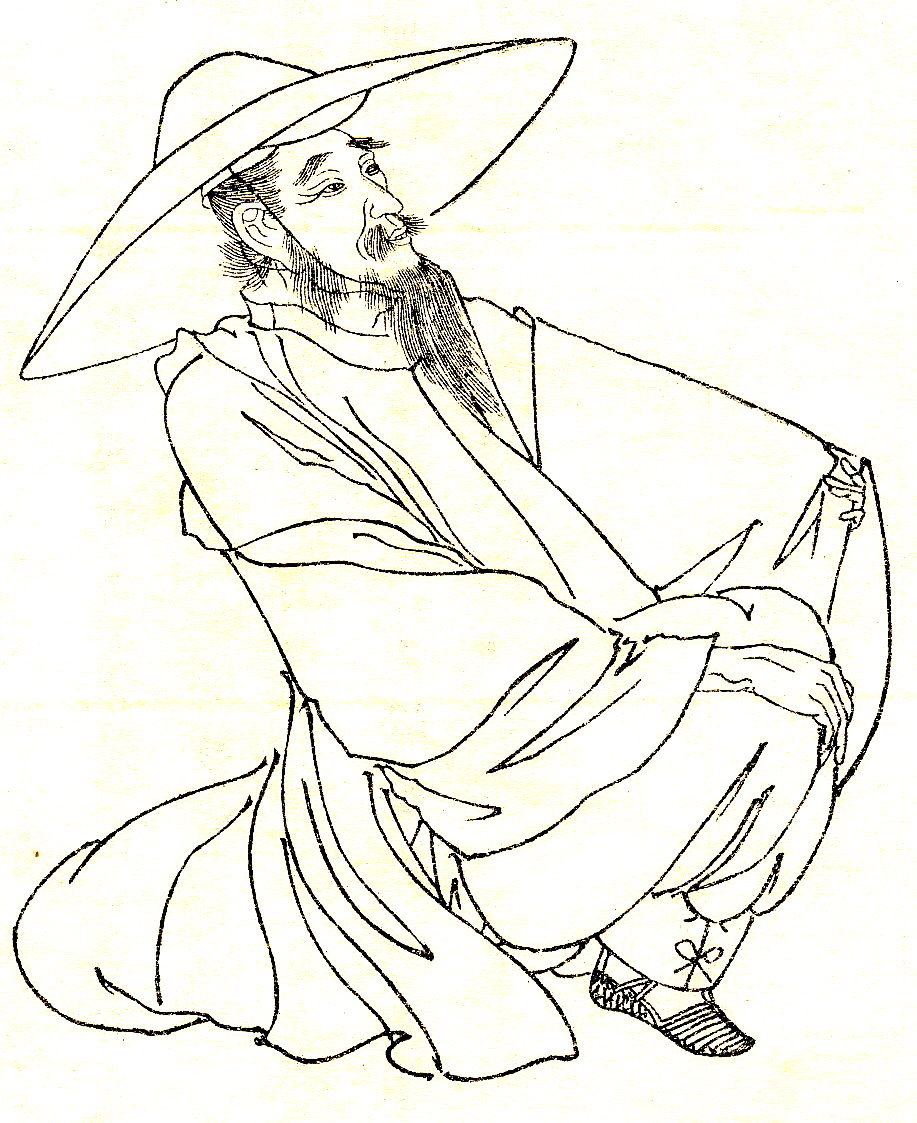
Le poète du Man'yōshū, Kakinomoto no Hitomaro.

L'important essor de la création poétique au cours de l'époque de Heian (794-1185) dépassa largement le cadre étroit de la littérature et eut un retentissement considérable sur diverses formes d'expression artistique et tout particulièrement sur la peinture. Cette influence de la littérature sur d'autres arts s'exerça depuis cette époque considérée comme l'âge d'or de la culture classique japonaise jusqu'à la veille de l'époque moderne. De même que les fondements de la littérature japonaise étaient posés grâce aux développements pris par la forme poétique du waka, poème de trente-et-une syllabes, apparaissait vers la même époque, au cours du IXe siècle, un style pictural original appelé « peinture du Yamato ». Il empruntait son nom à la région du Yamato où était installée la capitale impériale. Vers le Xe siècle, une union étroite s'établissait entre l'écriture et l'image et marqua définitivement la peinture.
Ce furent tout d'abord des feuilles de papier carrées sur lesquelles des poésies étaient élégamment calligraphiées, qui furent collées sur des paravents dont les sujets naturalistes inspiraient aux poètes de subtiles émotions. Puis ce fut dans l'art du rouleau enluminé de format horizontal que cette alliance fut portée à son apogée. Des peintures entrecoupées de textes littéraires étaient ainsi réunis en rouleaux (makimono). Les papiers utilisés étaient de grande valeur.
Les peintures des Trente-six poètes découlent tout à la fois de la frénésie poétique qui s'emparait à l'époque de Heian de l'aristocratie, de la prédilection des Japonais pour la classification poétique, et surtout des nouveaux goûts en matière picturale qui s'exprimaient dans l'art du portrait. Des versions des trente-six portraits sont visibles au Musée Guimet.

## Les «Trente-six nouveaux poètes immortels»
| 1. Go-Toba            | 10. Kujō Michiie         | 19. Horikawa Michitomo              | 28. Fujiwara no Tomoie    |
| 2. Tsuchimikado       | 11. Saionji Kintsune     | 20. Fujiwara no Sadaie              | 29. Fujiwara no Ariie     |
| 3. Juntoku            | 12. Koga Michiteru       | 21. Kujō-in Takakura                | 30. Hamuro Motsutoshi     |
| 4. Go-Saga            | 13. Saionji Saneuji      | 22. Fujiwara no Toshinari no Musume | 31. Fujiwara no Nobuzane  |
| 5. Prince Masanari    | 14. Minamoto no Sanetomo | 23. Go-Toba-in Kunaikyō             | 32. Minamoto no Tomochika |
| 6. Prince Munetaka    | 15. Kujō Motoie          | 24. Sōheki Mon In no Shōshō         | 33. Fujiwara no Takasuke  |
| 7. Prince Dōjo        | 16. Fujiwara no Ienaga   | 25. Fujiwara no Tameie              | 34. Minamoto no Ienaga    |
| 8. Shikishi Naishinnō | 17. Jien                 | 26. Asukai Masatsune                | 35. Kamo no Chōmei        |
| 9. Kujō Yoshitsune    | 18. Gyōi                 | 27. Fujiwara no Ietaka              | 36. Fujiwara no Hideyoshi |